# Nickelodeon on Sunset
Nickelodeon On Sunset, ранее известный как театр Эрла Кэрролла — телестудия, которая расположена на 6230 Sunset Boulevard, Голливуд, штат Калифорния, США. С 1997 года там начали проходить съёмки телесериалов для телеканала Nickelodeon, начиная с третьего сезона сериала «Всякая всячина».
По состоянию на 2016 год, в студии были сняты 17 телесериалов, не считая рекламных мероприятий и пилотных эпизодов. «Белла и Бульдоги» является самым последним телесериалом Nickelodeon, который был снят в студии.

## Краткая история
Nickelodeon On Sunset был открыт 26 декабря 1938 года как «Театр Эрла Кэрролла».
После того, как Эрл Кэрролл и Берил Уоллес погибли в крушении самолёта «United Airlines Flight 624» в 1948 году, театр был продан. В 1953 году он стал ночным клубом «Мулен Руж», а в конце 1960-х годов стал театром «Водолей». В середине 1990-х годов Nickelodeon перенёс производство телесериала «Всякая всячина» (как и некоторые другие телесериалы) из «Nickelodeon Studios» в «Nickelodeon On Sunset». Из-за ограниченного пространства студии только несколько проектов Nickelodeon были сняты здесь одновременно. В результате, телесериалы стали сниматься не только здесь, но в и в других съёмочных комплексах Голливуда.
По состоянию на сентябрь 2017 года в студии не было съёмок новых проектов от Nickelodeon. С тех пор все вывески Nickelodeon были убраны.

## Телесериалы, снятые в «Nickelodeon On Sunset»
- Всякая всячина (с 3 сезона)
- Зоуи 101 (кастинги, некоторые эпизоды)
- Кинан и Кел (3 и 4 сезоны)
- Шоу Аманды (2 и 3 сезоны)
- SNICKhouse
- Шоу Ника Кэннона
- Зона заговора
- Дрейк и Джош (1, 2 и 4 сезоны)
- Рассекреченное руководство Неда по выживанию в школе (1 сезон)
- Нетакая
- АйКарли (с 1 по 5 сезоны; переехал в студию «Sunset Bronson» на съёмки 6 и 7 сезонов)
- Танец на закате
- Тру Джексон (1 сезон)
- Виктория-победительница
- Фреш Бит Бэнд
- Сэм и Кэт
- Белла и Бульдоги